# Escrime handisport
L'escrime handisport est une discipline sportive ouverte aux handicapés moteurs, pratiquée dans un fauteuil fixé au sol, et paralympique depuis 1960. Une autre discipline existe pour les déficients visuels qui se pratique debout, mais elle n'est pas pratiquée aux Jeux paralympiques.
Au niveau international c'est la Fédération internationale des sports en fauteuil et pour amputés (IWAS) qui est la fédération de référence. En France, la Fédération française handisport (FFH) a reçu délégation le 31 décembre 2016 du ministère des Sports pour organiser la pratique de l'escrime handisport.

## Règles de l'escrime en fauteuil
Dans cette variante statique de l'escrime, les deux athlètes sont installés face à face dans un fauteuil roulant qui est fixé sur le sol. La distance qui les sépare est déterminée par celui qui possède le bras le plus court.
Les fauteuils sont fixés en formant un angle de 110° avec la ligne de séparation centrale. Les compétiteurs tiennent d'une main leur arme (fleuret, épée ou sabre), et de l'autre se cramponnent à leur fauteuil. Durant la rencontre, ils doivent rester assis, et ne peuvent se servir de leurs jambes. Les fauteuils ne doivent pas être soulevés.
Les athlètes ont un équipement d'escrime standard, plus des protections supplémentaires pour les jambes. Ceux qui manquent de prise sur leur arme peuvent la fixer avec une bande ou un dispositif similaire.
Chaque touche rapporte un point. La validité d'une touche dépend de l'arme :
- fleuret : le tronc, à l'exception de la tête et des bras. La touche doit être effectuée avec la pointe de la lame.
- épée : toute partie du corps au-dessus des hanches. La touche doit être effectuée avec la pointe de la lame.
- sabre : toute partie du corps au-dessus des hanches. La touche peut être effectuée avec la pointe ou le côté de la lame.

En épreuve individuelle, les tireurs s'affrontent pendant 3 périodes de 3 minutes, le premier totalisant 15 touches remportant la victoire (ou celui ayant obtenu le plus grand nombre de touches). Il existe une période supplémentaire d'une minute pour départager les adversaires en cas d'égalité.
Pour les tours préliminaires, on se contente d'une seule période de 4 minutes avec 5 touches pour être vainqueur.
En épreuve collective, les équipes sont composées de trois joueurs. La première à totaliser 45 touches est victorieuse.

## Classification
L'escrime aux Jeux paralympiques se pratique dans un fauteuil roulant immobilisé, à une distance suffisamment courte pour que chaque athlète puisse atteindre son adversaire. Il y a trois catégories, mais seules les catégories A et B participent aux Jeux paralympiques, :
| Catégorie | Observations |
| --------- | --- |
| A         | Tireur avec équilibre du tronc. L'escrimeur a des déficiences dans une ou deux jambes et a un bon contrôle du tronc et de son bras d'escrime. Le tireur est capable de se précipiter vers l'avant rapidement et avec force en attaque et de se pencher en arrière en défense avec un contrôle et une bonne agilité. |
| B         | Tireur sans équilibre du tronc. L'escrimeur a des déficiences dans les jambes et le tronc et peut avoir des déficiences légères du bras d'escrime. Les escrimeurs ont besoin d'un support, outre leur fauteuil, pour garder l'équilibre.                                                                            |
| C         | Handicap le plus lourd. Tireur tétraplégique. L'escrimeur a des déficiences dans les bras, le torse et les jambes. L'escrimeur a une déficience modérée du bras d'escrime. |

## Éligibilité et compétitions

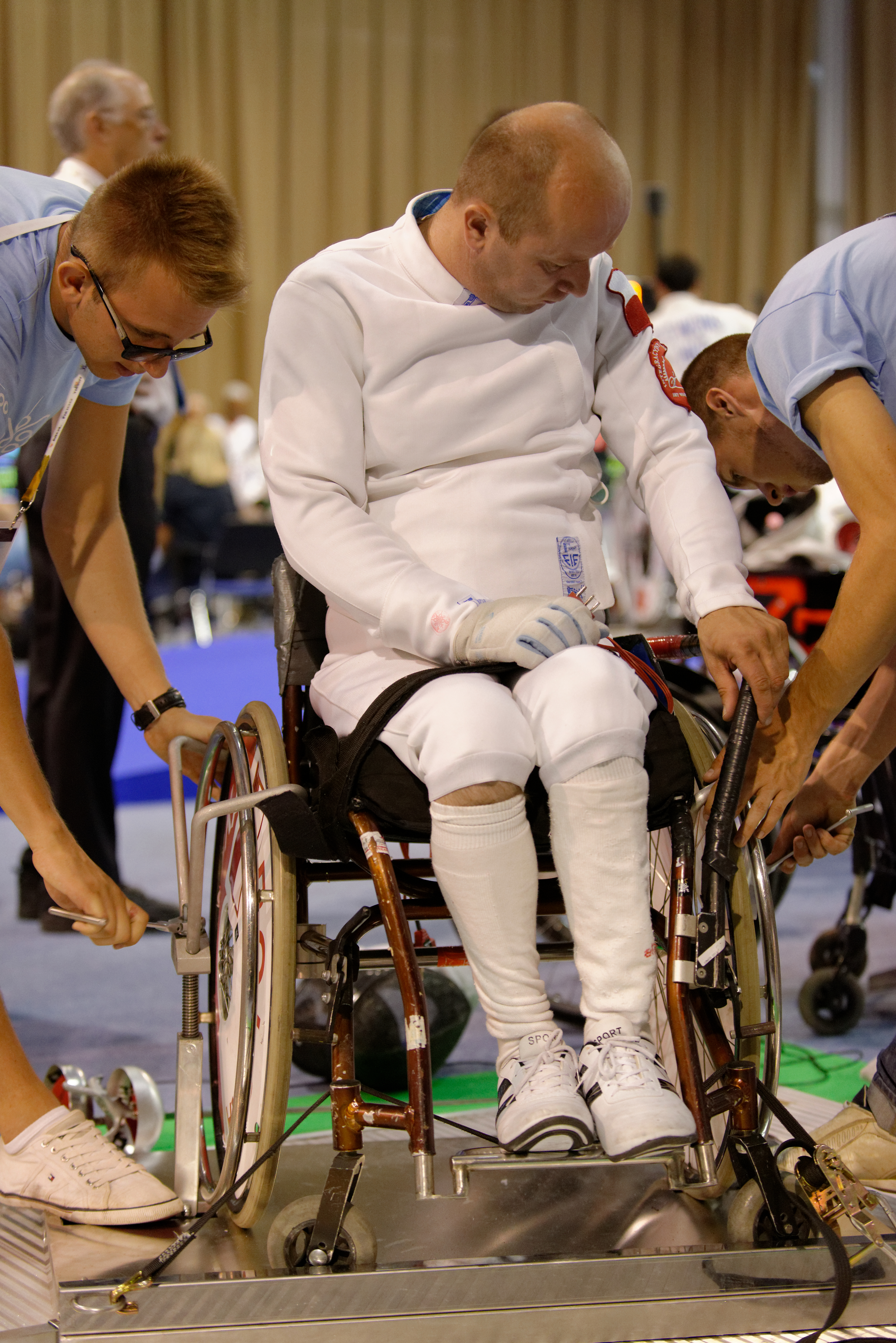
Fixation du fauteuil sur la piste à l'épée catégorie A, championnats du monde d'escrime 2013

Les athlètes désirant participer aux compétitions doivent être confinés en fauteuil roulant, à la suite d'un traumatisme de la colonne vertébrale, à une amputation en dessous des genoux ou à une infirmité motrice cérébrale, sous réserve d'autres handicaps. Le comité de sélection les observe afin de les classer dans une des trois catégories décrites ci-dessus.
Les différentes épreuves paralympiques sont :
- le fleuret hommes (catégories A et B)
- le fleuret femmes (catégories A et B)
- l’épée hommes (catégories A et B)
- l’épée femmes (catégories A et B)
- le sabre hommes (catégories A et B).

Contrairement à la Fédération internationale d'escrime avec ses championnats du monde, le Comité international olympique n'organise pas de compétition d'escrime pour les handicapés de catégorie C.

## Championnats du monde d'escrime en fauteuil roulant
Les championnats du monde d'escrime en fauteuil roulant se déroulent dans le cadre des championnats du monde d'escrime. Leur exposition médiatique est moindre, sinon totalement inexistante. Au cours des championnats du monde d'escrime 2006 de Turin, les programmes handisport et valides se déroulent simultanément. C'est durant les mondiaux de 2010 au Grand Palais de Paris, les plus réussis de l'Histoire sur le plan de l'affluence du public, que l'escrime handisport reçoit une réelle exposition médiatique. Comme à Turin en 2006, le programme handisport s'est mélangé au programme des valides, donnant lieu à une alternance de finales valide et handisport retransmises en direct (en France) sur la chaîne de télévision France 4. Depuis lors, en dépit du succès médiatique des championnats de 2010, les championnats du monde handisport sont organisés en marge des compétitions des tireurs valides.

## Escrime pour mal-voyants ou non-voyants
Même pour les voyants, l'escrime est un sport qui fait beaucoup appel aux sensations (le toucher avec la lame adverse par exemple). Avec un peu d'entrainement, il est possible de faire de l'escrime tout en étant non-voyant. Cette escrime se pratique debout sur piste, les règles sont les mêmes que pour l'escrime standard. Il est bon d'avoir les marquages au sol en relief pour permettre au tireurs de se rendre compte aisément de leur position.